# Костас Стафилидис
Костас Стафилидис (грч. Κώστας Σταφυλίδης; 2. децембар 1993, Солун) грчки је фудбалер и репрезентативац Грчке.

## Каријера
Стафилидис је почео да игра фудбал у локалном тиму Аетос Акропотаму. Када је имао 12 година, скаути ПАОК-а приметили су његов таленат, а Костас се придружио клупској академији. Стафилидис је играо за све млађе категорије ПАОК-а. У сезони 2011/12. за клуб је одиграо 16 утакмица.
Након успешног наступа на УЕФА Европском првенству за младе до 19 година, приметио га је немачки клуб Бајер Леверкузен, у који је 23. јула 2012. прешао за 1,5 милиона евра. Потом је отишао на позајмицу за сезону 2012/13 у грчки ПАОК, за који је одиграо 21 утакмицу и постигао 1 гол. Дана 9. јула 2014. отишао је на позајмицу у енглески клуб Фулам. Одиграо је 38 утакмица за Фулам. Дана 20. августа 2015. прешао је у Аугзбург за 1,8 милиона евра.
У јануару 2018. године, познајмљен је енглеском Стоук Ситију до краја сезоне 2017/2018. Од 2019. игра за немачки Хофенхајм.

## Репрезентација
Стафилидис је одиграо велику улогу на Европском првенству за младе до 19 година, освојивши сребрну медаљу са репрезентацијом, а Грчка је изгубила у финалу од Шпаније. Дебитовао је за А тим репрезентације Грчке 14. новембра 2012. у пријатељском мечу против Ирске.

### Голови за репрезентацију
| #  | Датум             | Место | Противник | Гол | Резултат | Такмичење                                 |
| -- | ----------------- | ----- | --------- | --- | -------- | ----------------------------------------- |
| 1. | 11. октобар 2015. | Пиреј | Мађарска  | 1-0 | 4-3      | Квалификације за Европско првенство 2016. |
| 2. | 10. октобар 2016. | Талин | Естонија  | 2-0 | 2-0      | Квалификације за Светско првенство 2018   |